# Sassen-Trantow
Sassen-Trantow er to byer og en kommune i det nordøstlige Tyskland, beliggende i Amt Peenetal/Loitz i den vestlige del af Landkreis Vorpommern-Greifswald. Landkreis Vorpommern-Greifswald ligger i delstaten Mecklenburg-Vorpommern.

## Geografi
Sassen-Trantows område strækker sig fra den midterste del af Peenedalen i syd, over en lav randmoræne parallelt med Peene til dalen langs floden Schwinge. Mod nord grænser Sassen til Landkreis Vorpommern-Rügen. Floddalene til Peene og Schwinge er udlagt naturschutzgebiet, hvor der blandt andet lever bævere. I den brede dal er der mange små søer, der er dannet efter tørvegravning. Byerne Demmin og Greifswald ligger ca. 15 km væk i henholdsvis sydvestlig og nordøstlig retning.
I kommunen ligger landsbyerne:
| - Groß Zetelvitz - Klein Zetelvitz - Mühlenkamp - Pustow - Sassen | - Trantow - Treuen - Vierow - Zarrentin-Dorf - Zarrentin-Siedlung |

## Trafik
Bundesstraße B 194 passerer vest for kommunen, og motorvej A 20 (Ostseeautobahn Stralsund – Neubrandenburg) passerer nord og nordøst for kommunen. Nærmeste banegårde er i Greifswald, Demmin og Grimmen.

## Eksterne kilder og henvisninger
1. ↑  Hauptsatzung der Gemeinde Sassen-Trantow, § 3 Arkiveret 8. august 2016 hos  Wayback Machine (PDF; 171 kB)

- Wikimedia Commons har flere filer relateret til Sassen-Trantow
- Kommunens side Arkiveret 19. november 2017 hos  Wayback Machine på amtets websted
- Befolkningsstatistik mm (Webside ikke længere tilgængelig)